# SN 1984F
SN 1984F – supernowa odkryta 30 marca 1984 roku w galaktyce M+08-15-47. W momencie odkrycia miała maksymalną jasność 16,00m.